# 권세도
권세도(權勢徒, 1959년 5월 13일(음력 4월 6일) ~ )는 대한민국의 정당인이다. 전라남도 여수시에서 무소속으로 활동하고 있으며, 현재 여수고등학교 총동문회장 및 조선대학교 초빙교수를 역임중이다.

## 학력
- 여수북국민학교 졸업(11회)
- 여수중학교 졸업(23회)
- 여수고등학교 졸업(25회)
- 조선대학교 법학과 졸업
- 연세대학교 행정대학원 석사 졸업
- 조선대학교 대학원 박사 졸업

## 경력
- 경찰대학교 지도교수
- 서울지방경찰청 정보분실장
- 전남지방경찰청 경비교통, 경무, 정보통신과장
- 해남경찰서 서장
- 광주지방경찰청 청문감사담당관
- 서울영등포경찰서 서장
- 서울지방경찰청 홍보담당관
- 광명경찰서 서장
- 현)여수고등학교 총동문회장
- 현)조선대학교 법과대학 초빙교수

## 상훈
- 근정포장

## 역대 선거 결과
|  | 45.72% |

|  | 19.81% |